# 山田文法
山田文法（やまだぶんぽう）は、山田孝雄による日本語の文法である。

## 品詞分類
| 単語 | 観念語 | 自用語 | 概念語               | 実質体言           | 名詞                                 | 名詞                                     | 名詞           |
| 単語 | 観念語 | 自用語 | 概念語               | 形式体言           | 主観的                               | 代名詞                                   | 称格指示代名詞 |
| 単語 | 観念語 | 自用語 | 概念語               | 形式体言           | 主観的                               | 代名詞                                   | 反射指示代名詞 |
| 単語 | 観念語 | 自用語 | 概念語               | 形式体言           | 客観的                               | 数詞                                     | 数詞           |
| 単語 | 観念語 | 自用語 | 陳述語               | 実質用言           | 発作的・時間的                       | 動詞                                     | 動詞           |
| 単語 | 観念語 | 自用語 | 陳述語               | 実質用言           | 固着的・超時間的                     | 形容詞                                   | 形容詞         |
| 単語 | 観念語 | 自用語 | 陳述語               | 形式用言           | 純粋型                               | 存在詞                                   | 普通存在詞     |
| 単語 | 観念語 | 自用語 | 陳述語               | 形式用言           | 純粋型                               | 存在詞                                   | 説明存在詞     |
| 単語 | 観念語 | 自用語 | 陳述語               | 形式用言           | 純粋型                               | 存在詞                                   | 動作存在詞     |
| 単語 | 観念語 | 自用語 | 陳述語               | 形式用言           | 純粋型                               | 存在詞                                   | 形容存在詞     |
| 単語 | 観念語 | 自用語 | 陳述語               | 形式用言           | 偏向型                               | 動作性                                   | 形式動詞       |
| 単語 | 観念語 | 自用語 | 陳述語               | 形式用言           | 偏向型                               | 形状性                                   | 形式形容詞     |
| 単語 | 観念語 | 副用語 | 副詞                 | 先行副詞           | 語の副詞                             | 属性副詞                                 | 情態副詞       |
| 単語 | 観念語 | 副用語 | 副詞                 | 先行副詞           | 語の副詞                             | 属性副詞                                 | 程度副詞       |
| 単語 | 観念語 | 副用語 | 副詞                 | 先行副詞           | 語の副詞                             | 陳述副詞                                 |                |
| 単語 | 観念語 | 副用語 | 副詞                 | 先行副詞           | 感動副詞                             |                                          |                |
| 単語 | 観念語 | 副用語 | 副詞                 | 接続副詞           |                                      |                                          |                |
| 単語 | 関係語 | 助詞   | 一定の句の内部にある | 一定の関係を表す   | 句の成分の成立、または意義に関する   | 一定の成分の成立に関する                 | 格助詞         |
| 単語 | 関係語 | 助詞   | 一定の句の内部にある | 一定の関係を表す   | 句の成分の成立、または意義に関する   | 句の成分に付き、下の用語の意義を修飾する | 副助詞         |
| 単語 | 関係語 | 助詞   | 一定の句の内部にある | 一定の関係を表す   | 句そのものの成立、または意義に関する | 述語の上にあり、これに影響を与える       | 係助詞         |
| 単語 | 関係語 | 助詞   | 一定の句の内部にある | 一定の関係を表す   | 句そのものの成立、または意義に関する | 句の終止に用いる                         | 終助詞         |
| 単語 | 関係語 | 助詞   | 一定の句の内部にある | 使用の範囲が緩やか | 間投助詞                             | 間投助詞                                 | 間投助詞       |
| 単語 | 関係語 | 助詞   | 句と句を結び合わせる | 接続助詞           | 接続助詞                             | 接続助詞                                 | 接続助詞       |

## 詳細
山田文法の骨子は「文の成立の契機とはどのようなものか」と言うことができ、そこから「意味と職能の上から判断して決定すべきである」という論が生まれる。
要するに「意味に基く文法論」として、山田文法は成り立つことになる。そこでは「統覚作用」が重要な役割を果たす。この統覚作用についてはドイツのヴントの影響が大きい。

### 語
山田は、独立して何らかの思想を代表し、言語を分解してそれ以上に分けられない究竟の思想の単位を「語」とした。そして、「職能」と「これに対応する意義」と「形式との変化」を基準とし、「職能」と「語の表す思想の内容」により分類する。
まず、大まかに分類すると、次の二種になる。
| 観念語 | 独立の観念を表す |
| 関係語 | 関係を表す       |

これらの内、観念語を「単独で文を形成する骨子になるか、否か」に分類すると、次の二種になる。
| 自用語 | 単独で文を形成する骨子となる     |
| 副用語 | 単独で文を形成する骨子とならない |

これらの内、自用語を「概念を表すか、陳述力を持つか」と「語形変化の有無」に分類すると、次の二種になる。
| 概念語 | 概念を表し、語形が変化しない |
| 陳述語 | 陳述力を持ち、語形が変化する |

また、山田の理論においては、用言と助動詞の複合体は切り離されず、助動詞は複雑な語尾として「複語尾」と呼ばれた。
さらに、接続詞を「接続副詞」、感動詞を「感動副詞」と名付け、独立した品詞ではなく副詞の一種とした。そして、前者を「語と語の中間に入り、これを結合するもの」と「文の最初にあり、前の文を受けて後ろの文を起こす働きをするもの」に分け、後者を「感情（「驚き」や「嘆き」など）を表すもの」と「意志の動き（「勧誘」や「呼び掛け」など）を表すもの」に分けた。

### 句
山田は、統覚作用が一回のものが単一の思想を表すものとして「句」と呼んだ。この句には次の二種がある。
| 喚体句 | 未分化               |
| 述体句 | 分析的で、主述の構成 |

そして、単一の句からなる文を「単文」とし、複数の句からなる文を「複文」とした。後者は次の三つに分かれる。
| 合文   | 対等の価値を持つ二つ以上の句が合同し、成立した文 | （例）秋になり、葉っぱが色づく     |
| 重文   | 二つ以上の句が並列的に結合した文                 | （例）太陽は燃え尽き、月は砕け散る |
| 有属文 | 付属句を持つ文                                   | （例）象は鼻が長い                 |

### 文
山田は、文の成立について、「陳述」という用語を用いた。山田は「文を終止させる用言は陳述を持つ」とした。
この陳述は係り結びの現象と深い関係にあり、「結び」とはすなわち陳述であり、「係り」とは陳述との呼応関係であるとした。連体修飾の用言は陳述を担わないため、係りはそれを超えて文末に影響する。例えば
では「鳥が」は係助詞を持たないため、連体修飾句の中に影響がとどまるが、
では「鳥は」が係助詞「は」を持つため、連体修飾句を越えて文末の陳述に影響する。この観察は三上章、南不二男によってより広範な現象のなかに位置づけられることになるが、そのような研究の端緒として重要な観察である。
また、文の成分について、助詞以外の語が、文を組み立てる成分として用いられる時に起こる相互の関係を「格」と呼んだ。山田によると、「格」はすべて観念語の間にあるもので、関係語である助詞は、それ自身で一つの「格」に立つことが無いという。これには次の種類がある。
| 呼格   | 文や句の中にある他の語と、少しも形式上の関係なく立つ格。 |
| 主格   | 賓位の観念に対立する格。                                 |
| 修飾格 | 用言に対する格。                                         |
| 述格   | 用言が陳述をなすに用いられる時の格。                     |
| 賓格   | いわゆる述語格に当たる格。                               |
| 補格   | 用言だけで十二分に意義を表せない時、それを補充する格。   |
| 連体格 | 体言に対する格。                                         |